# 格倫伍德 (佛羅里達州)
格倫伍德（英語：Glenwood）是位於美國佛羅里達州福祿喜雅縣的一個非建制地區。該地的面積和人口皆未知。

## 地理
格倫伍德的座標為29°05′10″N 81°21′15″W / 29.08611°N 81.35417°W，而該地的平均海拔高度為26米（即85英尺）。